# Prokopis Pavlopoulos
Prokopis Pavlopoulos (Grieks: Προκόπης Παυλόπουλος) (Kalamáta, 10 juli 1950) is een Grieks jurist, hoogleraar en politicus. Tussen 2015 en 2020 was hij de zevende president van Griekenland.

## Leven en werk
Prokopis Pavlopoulos is in Kalamáta geboren en heeft daar zijn middelbareschoolopleiding gevolgd. In 1968 is hij rechten gaan studeren aan de Universiteit van Athene. Hierna heeft hij in Frankrijk aan de Universiteit van Parijs cum laude zijn DEA behaald. De Franse overheid had hem een beurs verstrekt. In 1978-79 was hij als dienstplichtige in militaire dienst. Van 2004 tot 2009 was hij minister van Binnenlandse Zaken.
Op 18 februari 2015 werd Pavlopoulos door het Griekse parlement met 233 van de 300 stemmen verkozen tot president. Op 13 maart 2015 werd hij beëdigd en volgde hij Karolos Papoulias op. Hij werd in 2020 niet herkozen voor een tweede termijn. Katerina Sakellaropoulou werd zijn opvolger.

### Persoonlijk leven
Pavlopoulos is gehuwd en heeft drie kinderen.
- CiNii: DA01531603
- Gemeinsame Normdatei: 1147253374
- International Standard Name Identifier: 0000 0000 3509 4060
- Library of Congress Control Number: n85174980
- Nationale Bibliotheek van Letland: 000270027
- Nederlandse Thesaurus van Auteursnamen: 070022127
- Réseau des bibliothèques de Suisse occidentale: 02-A013495327
- Système universitaire de documentation: 078765587
- Virtual International Authority File: 18660363
- WorldCat: E39PBJrCgqXcmqcrJhr3dFMQMP